# Finnische Eishockeynationalmannschaft
Die finnische Eishockeynationalmannschaft ist eine der führenden Nationalmannschaften in der Welt und liegt nach der Weltmeisterschaft 2025 auf Platz sieben der IIHF-Weltrangliste. Geführt wird sie vom Suomen Jääkiekkoliitto. Finnlands wichtigste Turniergewinne waren die Weltmeisterschaften 1995, 2011, 2019 und 2022. Bei den Olympischen Winterspielen in Peking 2022 gewann Finnland erstmals die Goldmedaille. 1988 und 2006 konnte das Land jeweils die Silbermedaille nach Hause bringen. Beim World Cup of Hockey 2004 wurde das finnische Nationalteam Zweiter, darüber hinaus konnte es 2003 und 2009 den Channel One Cup gewinnen, sowie 1996/97 und 1999/2000 bis 2003/2004 die Euro Hockey Tour. Seit 2024 ist Antti Pennanen Cheftrainer der Löwen.

## Gesperrte Trikotnummern

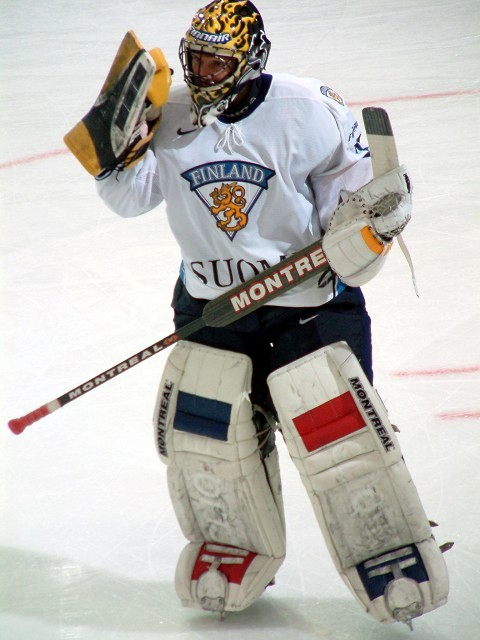
Niklas Bäckström bei der WM 2005

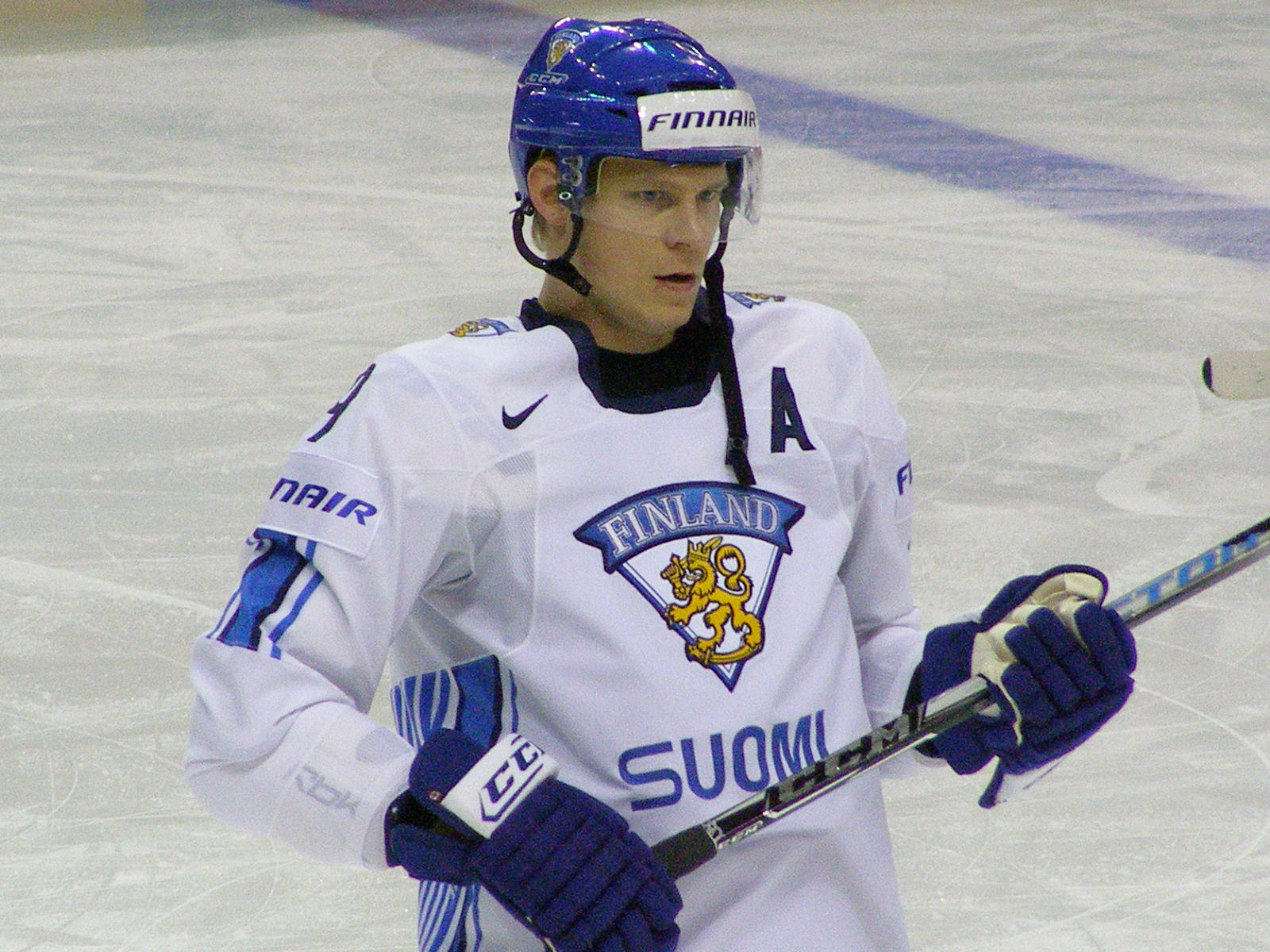
Mikko Koivu führte die Nationalmannschaft 2011 als Kapitän zur Goldmedaille

- #14 Raimo Helminen
- #17 Jari Kurri
- #11 Saku Koivu
- #16 Ville Peltonen
- #26 Jere Lehtinen
- #8 Teemu Selänne

## Trainer
- Erkki Saarinen 1939–1941
- Risto Lindroos 1945–1946
- Henry Kvist 1946–1949
- Risto Lindroos 1950–1954
- Aarne Honkavaara 1954–1959
- Joe Wirkkunen 1959–1960
- Derek Holmes 1960–1961
- Joe Wirkkunen 1961–1966
- Gustav Bubník 1966–1969
- Seppo Liitsola 1969–1972
- Len Lunde 1972–1973
- Kalevi Numminen 1973–1974
- Seppo Liitsola 1974–1976
- Lasse Heikkilä 1976–1977
- Kalevi Numminen 1977–1982
- Alpo Suhonen 1982–1986
- Rauno Korpi 1986–1987
- Pentti Matikainen 1987–1993
- Curt Lindström 1993–1997
- Hannu Aravirta 1998–2003
- Raimo Summanen 2003–2004
- Erkka Westerlund 2005–2007
- Doug Shedden 2007–2008
- Jukka Jalonen 2008–2013
- Erkka Westerlund 2013–2014
- Kari Jalonen 2014–2016
- Lauri Marjamäki 2017–2018
- Jukka Jalonen 2018–2024
- Antti Pennanen seit 2024

## Olympische Ergebnisse
| - 1952 – 7. Platz - 1956 – nicht teilgenommen - 1960 – 7. Platz - 1964 – 6. Platz - 1968 – 5. Platz - 1972 – 5. Platz - 1976 – 4. Platz - 1980 – 4. Platz - 1984 – 6. Platz | - 1988 – Silbermedaille - 1992 – 7. Platz - 1994 – Bronzemedaille - 1998 – Bronzemedaille - 2002 – 6. Platz - 2006 – Silbermedaille - 2010 – Bronzemedaille - 2014 – Bronzemedaille - 2018 – 6. Platz - 2022 – Goldmedaille |  |  |

## World Cup / Canada Cup
- 1976 – 6. Platz
- 1981 – 6. Platz
- 1987 – 6. Platz
- 1991 – Halbfinale
- 1996 – Viertelfinale
- 2004 – Finalist
- 2016 – Vorrunde

## Platzierungen bei Weltmeisterschaften
- 1939 – 14. Platz
- 1947 – nicht teilgenommen
- 1948 – nicht teilgenommen
- 1949 – 7. Platz
- 1950 – nicht teilgenommen
- 1951 – 7. Platz
- 1952 – 7. Platz
- 1953 – nicht teilgenommen
- 1954 – 6. Platz
- 1955 – 9. Platz
- 1956 – nicht qualifiziert
- 1957 – 5. Platz
- 1958 – 6. Platz
- 1959 – 6. Platz
- 1960 – 7. Platz
- 1961 – 7. Platz
- 1962 – 4. Platz
- 1963 – 5. Platz
- 1964 – 6. Platz
- 1965 – 7. Platz
- 1966 – 7. Platz
- 1967 – 6. Platz
- 1968 – 5. Platz
- 1969 – 5. Platz
- 1970 – 4. Platz
- 1971 – 4. Platz
- 1972 – 4. Platz
- 1973 – 4. Platz
- 1974 – 4. Platz
- 1975 – 4. Platz
- 1976 – 5. Platz
- 1977 – 5. Platz
- 1978 – 7. Platz
- 1979 – 5. Platz
- 1981 – 6. Platz
- 1982 – 5. Platz
- 1983 – 7. Platz
- 1985 – 5. Platz
- 1986 – 4. Platz
- 1987 – 5. Platz
- 1989 – 5. Platz
- 1990 – 6. Platz
- 1991 – 5. Platz
- 1992 – Silbermedaille
- 1993 – 7. Platz
- 1994 – Silbermedaille
- 1995 – Goldmedaille
- 1996 – 5. Platz
- 1997 – 5. Platz
- 1998 – Silbermedaille
- 1999 – Silbermedaille
- 2000 – Bronzemedaille
- 2001 – Silbermedaille
- 2002 – 4. Platz
- 2003 – 5. Platz
- 2004 – 6. Platz
- 2005 – 7. Platz
- 2006 – Bronzemedaille
- 2007 – Silbermedaille
- 2008 – Bronzemedaille
- 2009 – 5. Platz
- 2010 – 6. Platz
- 2011 – Goldmedaille
- 2012 – 4. Platz
- 2013 – 4. Platz
- 2014 – Silbermedaille
- 2015 – 6. Platz
- 2016 – Silbermedaille
- 2017 – 4. Platz
- 2018 – 5. Platz
- 2019 – Goldmedaille
- 2021 – Silbermedaille
- 2022 – Goldmedaille
- 2023 – 7. Platz
- 2024 – 8. Platz
- 2025 – 7. Platz